# Taphrocerus chevrolati
Taphrocerus chevrolati är en skalbaggsart som beskrevs av Jan Obenberger 1924. Taphrocerus chevrolati ingår i släktet Taphrocerus och familjen praktbaggar. Inga underarter finns listade i Catalogue of Life.